# Biatlon az 1994. évi téli olimpiai játékokon
Az 1994. évi téli olimpiai játékokon a biatlon versenyszámait Lillehammerben rendezték meg február 18. és 26. között.
A férfiaknak és a nőknek egyaránt 3–3 versenyszámban osztottak érmeket.

## Részt vevő nemzetek
A versenyeken 32 nemzet 193 sportolója vett részt.
- Argentína (ARG) (1)
- Ausztrália (AUS) (2)
- Ausztria (AUT) (5)
- Bulgária (BUL) (5)
- Csehország (CZE) (10)
- Egyesült Államok (USA) (9)
- Észtország (EST) (9)
- Fehéroroszország (BLR) (11)
- Finnország (FIN) (9)
- Franciaország (FRA) (11)
- Görögország (GRE) (1)
- Japán (JPN) (2)
- Kanada (CAN) (7)
- Kazahsztán (KAZ) (2)
- Kína (CHN) (4)
- Kirgizisztán (KGZ) (1)
- Lettország (LAT) (5)
- Lengyelország (POL) (10)
- Litvánia (LTU) (2)
- Magyarország (HUN) (5)
- Moldova (MDA) (2)
- Nagy-Britannia (GBR) (4)
- Németország (GER) (9)
- Norvégia (NOR) (11)
- Olaszország (ITA) (6)
- Oroszország (RUS) (10)
- Románia (ROU) (5)
- Szlovénia (SLO) (6)
- Svájc (SUI) (3)
- Szlovákia (SVK) (6)
- Svédország (SWE) (10)
- Ukrajna (UKR) (10)

## Éremtáblázat
| Az 1994. évi téli olimpiai játékok éremtáblázata biatlonban | Az 1994. évi téli olimpiai játékok éremtáblázata biatlonban | Az 1994. évi téli olimpiai játékok éremtáblázata biatlonban | Az 1994. évi téli olimpiai játékok éremtáblázata biatlonban | Az 1994. évi téli olimpiai játékok éremtáblázata biatlonban | Olimpia  |
| ----------------------------------------------------------- | ----------------------------------------------------------- | ----------------------------------------------------------- | ----------------------------------------------------------- | ----------------------------------------------------------- | -------- |
|                                                             | Ország                                                      | Arany                                                       | Ezüst                                                       | Bronz                                                       | Összesen |
| 1.                                                          | Oroszország (RUS)                                           | 3                                                           | 1                                                           | 1                                                           | 5        |
| 2.                                                          | Kanada (CAN)                                                | 2                                                           | 0                                                           | 0                                                           | 2        |
| 3.                                                          | Németország (GER)                                           | 1                                                           | 3                                                           | 2                                                           | 6        |
|                                                             |                                                             |                                                             |                                                             |                                                             |          |
| 4.                                                          | Franciaország (FRA)                                         | 0                                                           | 1                                                           | 2                                                           | 3        |
| 5.                                                          | Fehéroroszország (BLR)                                      | 0                                                           | 1                                                           | 0                                                           | 1        |
|                                                             |                                                             |                                                             |                                                             |                                                             |          |
| 6.                                                          | Ukrajna (UKR)                                               | 0                                                           | 0                                                           | 1                                                           | 1        |
|                                                             |                                                             |                                                             |                                                             |                                                             |          |
| Összesen                                                    | Összesen                                                    | 6                                                           | 6                                                           | 6                                                           | 18       |

## Érmesek

### Férfi
| Az 1994. évi téli olimpiai játékok érmesei férfi biatlonban |                                                                            |           |                                                                                                 |           |                                                                                                 |           |
| Versenyszám                                                 | Arany                                                                      | Arany     | Ezüst                                                                                           | Ezüst     | Bronz                                                                                           | Bronz     |
| Sprint                                                      | Szergej Csepikov · Oroszország (RUS)                                       | 28:07,0   | Ricco Groß · Németország (GER)                                                                  | 28:13,0   | Szergej Taraszov · Oroszország (RUS)                                                            | 28:27,4   |
| Egyéni indításos                                            | Szergej Taraszov · Oroszország (RUS)                                       | 57:25,3   | Frank Luck · Németország (GER)                                                                  | 57:28,7   | Sven Fischer · Németország (GER)                                                                | 57:41,9   |
| Váltó                                                       | Németország (GER) · Ricco Groß · Frank Luck · Mark Kirchner · Sven Fischer | 1:30:22,1 | Oroszország (RUS) · Valerij Kirijenko · Vlagyimir Dracsov · Szergej Taraszov · Szergej Csepikov | 1:31:23,6 | Franciaország (FRA) · Thierry Dusserre · Patrice Bailly-Salins · Lionel Laurent · Hervé Flandin | 1:32:31,3 |

### Női
| Az 1994. évi téli olimpiai játékok érmesei női biatlonban |                                                                                               |           | |           |                                                                                                   |           |
| Versenyszám                                               | Arany                                                                                         | Arany     | Ezüst | Ezüst     | Bronz                                                                                             | Bronz     |
| Sprint                                                    | Myriam Bédard · Kanada (CAN)                                                                  | 26:08,8   | Szvjatlana Paramihina · Fehéroroszország (BLR)                                                           | 26:09,9   | Valentina Cerbe-Neszina · Ukrajna (UKR)                                                           | 26:10,0   |
| Egyéni indításos                                          | Myriam Bédard · Kanada (CAN)                                                                  | 52:06,6   | Anne Briand · Franciaország (FRA)                                                                        | 52:53,3   | Uschi Disl · Németország (GER)                                                                    | 53:15,3   |
| Váltó                                                     | Oroszország (RUS) · Nagyezsda Talanova · Natalja Sznityina · Luiza Noszkova · Anfisza Rezcova | 1:47:19,5 | Németország (GER) · Petra Behle-Schaaf · Simone Greiner-Petter-Memm · Uschi Disl · Antje Misersky-Harvey | 1:51:16,5 | Franciaország (FRA) · Corinne Niogret · Véronique Claudel · Delphyne Heymann-Burlet · Anne Briand | 1:52:28,3 |